# Arvidsjaurs Järnvägsförening

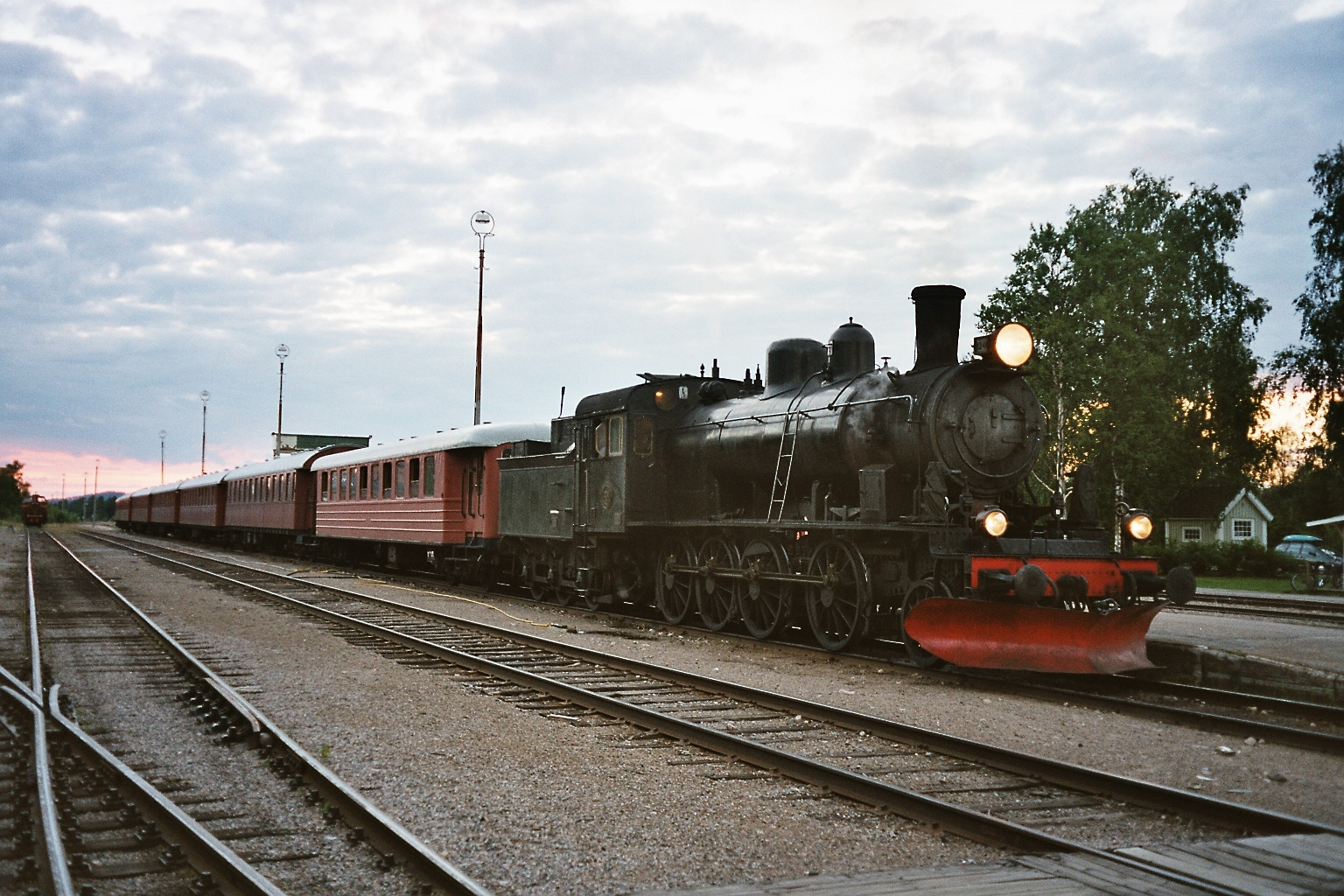
Zug der Arvidsjaurs Järnvägsförening im Bahnhof Arvidsjaur

Arvidsjaurs Järnvägsförening (AJF) ist ein schwedisches Eisenbahnverkehrsunternehmen mit Sitz in Arvidsjaur, das vor allem Fahrten mit historischen Zügen auf der Inlandsbahn anbietet.

## Geschichte
Als in den 1980er Jahren der Fortbestand der Inlandsbahn bedroht war, gründete sich 1986 die Arvidsjaurs Järnvägsförening als ein Verein mit dem Ziel, den Eisenbahnverkehr auf der Inlandsbahn und der Bahnstrecke Jörn–Arvidsjaur zu fördern und zu erhalten.
Nachdem die Inlandsbahn in den 1990er Jahren in ihrem Bestand gesichert werden konnte (siehe: hier), verlagerte sich die Aktivität des Vereins auf das Sammeln und Betreiben historischer Eisenbahnfahrzeuge. Der Verein legte sich im Laufe der Jahre eine beachtliche Sammlung zu und führt heute fahrplanmäßigen Verkehr auf der Inlandsbahn durch.
Hauptangebot sind Dampfzugfahrten zwischen Arvidsjaur und Slagnäs. Dabei wird die Fahrt in Buddnakk am Storavan zum Grillen und Baden unterbrochen. Nur die Züge der AJF halten hier. Ein weiteres Angebot sind Fahrten mit historischen Dieseltriebwagen zum Wintermarkt in Jokkmokk. Außerdem verchartert die AJF Sonderzüge an private Besteller, so etwa für die Fernsehserie Eisenbahn-Romantik des SWR.

## Fahrzeuge

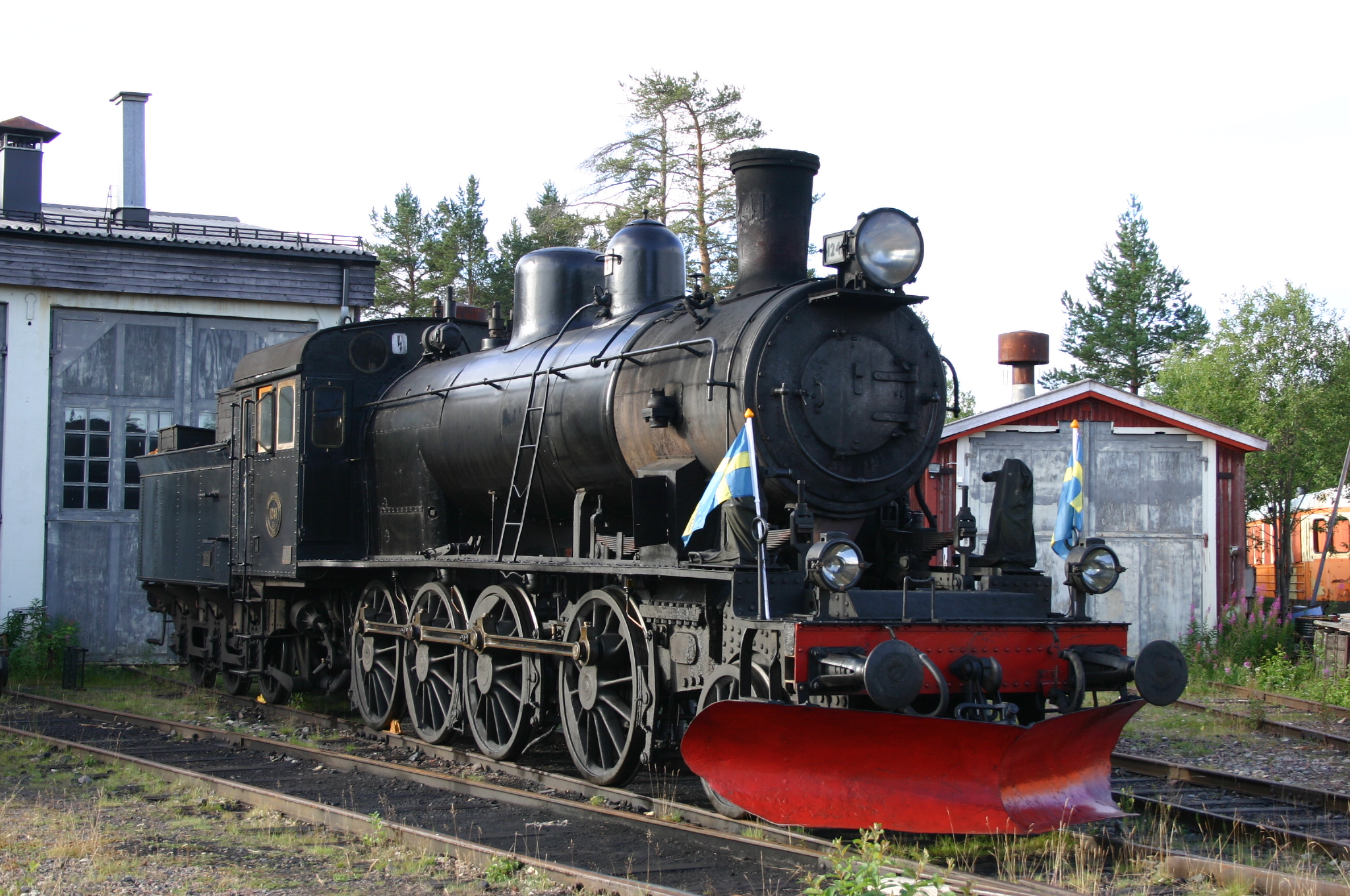
E2 1241 der Arvidsjaurs Järnvägsförening

- zwei Dampflokomotiven der Baureihe SJ E2 – E2 1105, gebaut 1912 und E2 1241, gebaut 1915, die beim Eisenbahnunfall von Akkavare 1956 beteiligt war, wobei 16 Personen starben.
- vier Diesellokomotiven der Baureihe SJ T21 – 57, 60, 73 und 101
- zwei Dieseltriebwagen der Baureihe Y7
- zwei Dieseltriebwagen der Baureihe Y8
- zehn Personenwagen aus den 1930er Jahren

Das Bahnbetriebswerk der Arvidsjaurs Järnvägsförening mit Drehscheibe und einem fünfständigen Lokschuppen befindet sich am nordwestlichen Ende des Bahnhofes Bahnhofs Arvidsjaur.